# エスカーダ

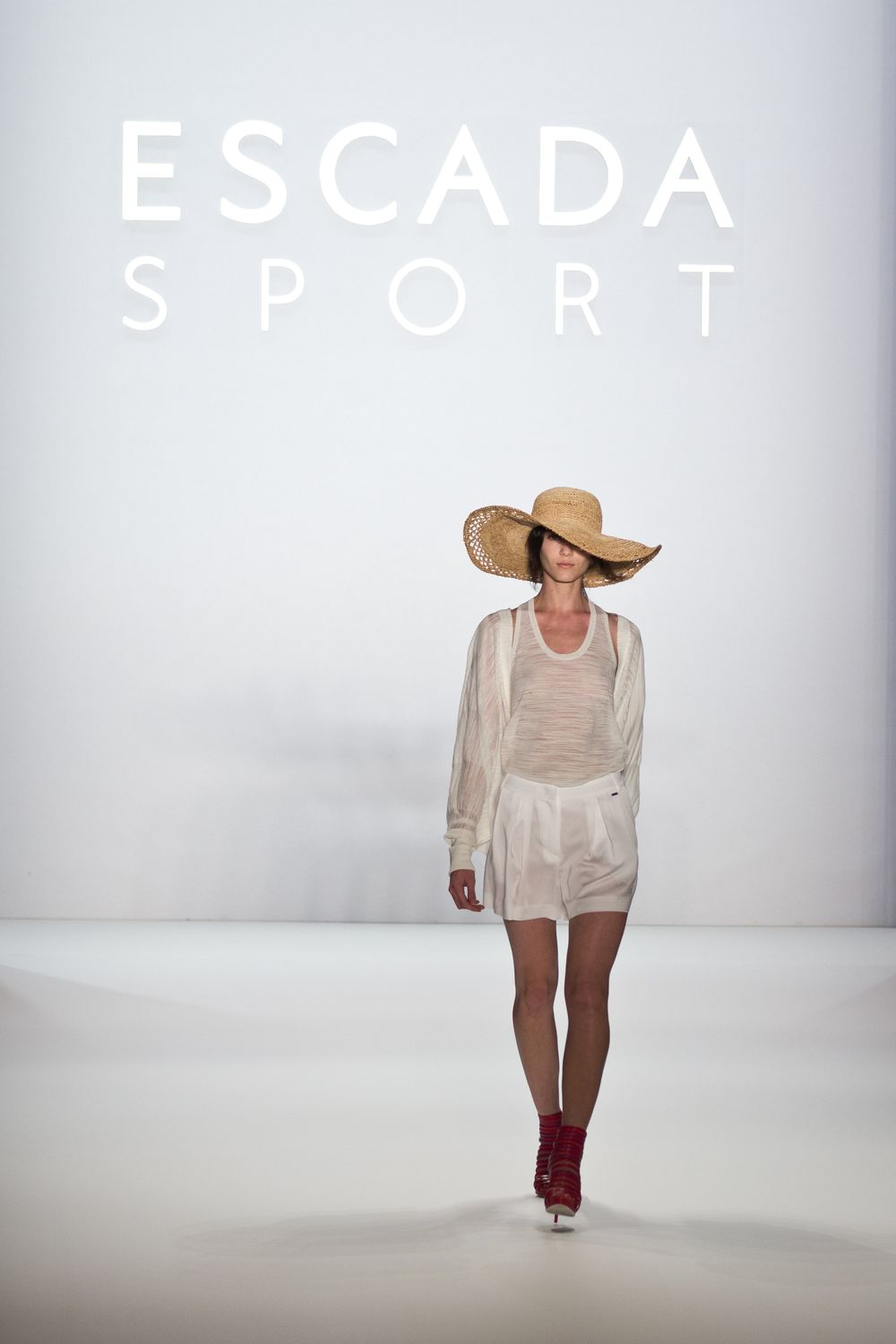
エスカーダ スポート2013年春夏コレクションのショー（ベルリン・ファッションウィーク 2012年7月）

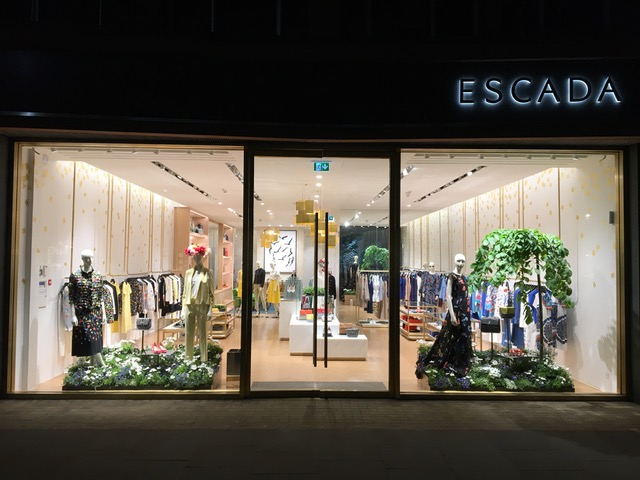
ロンドン店（2018年）

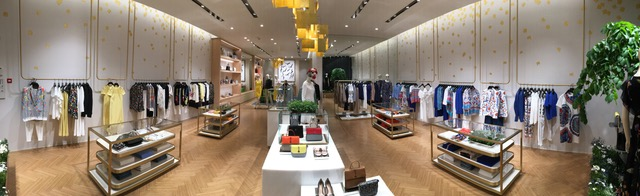
ロンドン店の店内

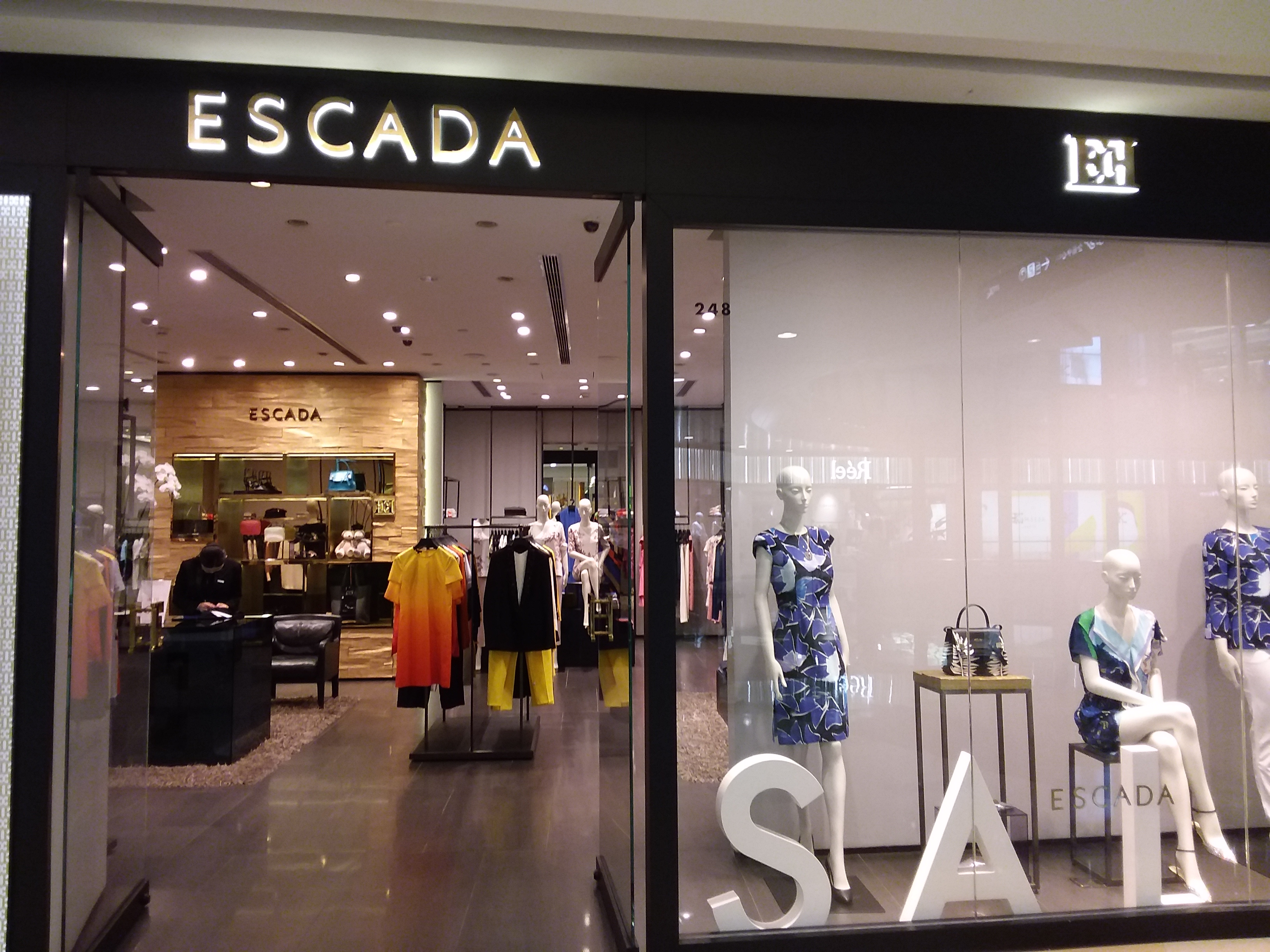
深圳店（2018年）

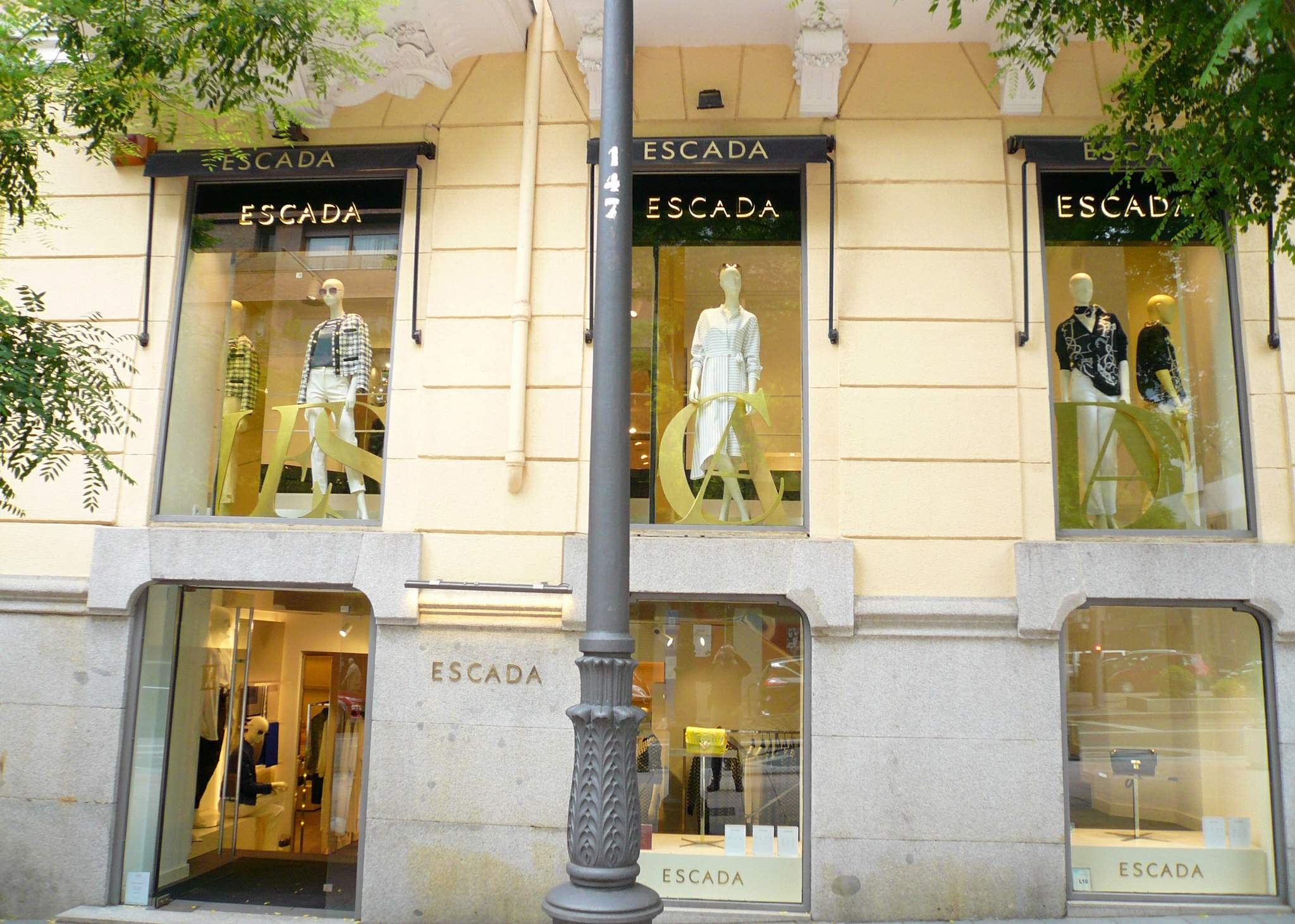
マドリード店（2021年）

エスカーダ (ESCADA) は、ドイツ・ミュンヘンに拠点を置くヨーロッパを代表する高級ファッションブランド。

## 概要
エスカーダ (ESCADA) とエスカーダ スポート (ESCADA SPORT) の二つのブランドを生産、販売している。エスカーダはモダンエレガンス、クールグラマラス、女性らしさをブランドコンセプトとし、エスカーダ スポートはクールシック、都会的魅力、フレッシュなフェミニティを提案している。
どちらのブランドも美しい色使い、特徴的なディテール、完璧なフィット感、洗練された品質を売りとする。設立以来、エスカーダのクチュールドレスは世界的に高い評価を得ており、キム・ベイシンガー、デミ・ムーア、ケイティ・ホームズをはじめとする多くのハリウッドセレブリティに愛されている。現在、世界80か国以上にブティックを構えている。

## 沿革
1976年にヴォルフガング・レイ (Wolfgang Ley) とパリ・コレクションのモデルだったスウェーデン出身のマルガレッタ (Margaretha) が、上流階級が集う競馬場で同じ馬に賭け、ともに勝利したことがきっかけで結婚し、ブランドを設立。その勝利した馬の名前がエスカーダ「ESCADA」(ポルトガル語で階段の意)。ヴォルフガングがビジネスを、マルガレッタがデザインを担当し、競馬鑑賞にふさわしいプレタポルテ・コレクションを発表。わずか数年で、ヨーロッパの一大レディス・ファッション・グループを築き上げた。エスカーダの魅力は、豊富なカラーバリエーションにあり、エスカーダの『カラー・オブ・エレガンス』は、『カラー・ブロッキング』として進化を遂げ、さらに大胆な色や素材の組み合わせを提案している。
- 1972年、ESCADA ブランドを発表。
- 1982年、ニューヨーク5番街にアメリカ最初の店をオープン。
- 1990年、最初の香水「マルガレッタ・レイ」を発表。
- 1992年にマルガレッタ死去。1994年に彼女の右腕であったブライアン・レニーをデザイン・ディレクターに迎えた。エスカーダ スポートを発表。
- 1998年、アイウエアを発表。
- 2000年、アクセサリー発表。
- 2003年、六本木ヒルズけやき坂通りに日本での旗艦店をオープン。
- 2006年、最高経営責任者 (CEO) にフランク・ラインボルト、クリエイティブ・ディレクターにダミアーノ・ビエラがそれぞれ就任。
- 2007年、ジャンマルク・ルビエがCEOに就任。
- 2008年、ブルーノ・ゼルツアーがCEOに就任。
- 2009年7月、ベルリンのボーテ博物館で「ピンクパーティ」を開催。2009年秋冬コレクションを含む、過去30年間の作品を展示。ファッションハウスの歴史をめぐる作品が50体のマネキンで陳列された。
- 2009年11月、ドイツ エスカーダが世界最大の鉄鋼メーカーミタル・スチールを有するミタルトラストファミリーにエスカーダのビジネスの売却と譲渡。
- 2011年、ベルリン・ファッションウィーク期間中に、エスカーダ スポート2011秋冬コレクションショーを開催。
- 2019年10月、 Regent, L.P. が、ドイツ エスカーダを買収。
- 2019年11月、鳥栖プレミアム・アウトレットにオープン。
- 2020年6月、鳥栖プレミアム・アウトレット店クローズ。
- 2020年6月、御殿場プレミアム・アウトレットにオープン。
- 2020年7月、日本法人本社を東京都渋谷区に移転。
- 2020年8月、りんくうプレミアム・アウトレットにオープン。
- 2020年9月、ドイツ法人が経営破綻[5][6]。
- 2021年1月、千歳アウトレットモール・レラ店 クローズ。
- 2021年12月、りんくうプレミアム・アウトレット店クローズ。
- 2022年7月、日本法人であるエスカーダ・ジャパンが破産手続開始決定を受ける。同時に日本国内の全店舗閉店[5][6]。

## 主なブランド
ESCADA（エスカーダ）
エスカーダは、Modern Elegance, Cool Glamour, そして Sensual Femininity で表現され、上質なクオリティーと卓越したフィットを好む女性の為のファッションを売りとする。コレクションは、ビジネスからカジュアルまでデイリーウエアーとして必要なすべてのスタイルからレッドカーペットやガラパーティーの特別なシーンの装いまでを想定している。
ESCADA SPORT（エスカーダ スポート）
エスカーダ スポートは、モダンで都会的な魅力を持つクールフェミニンなコレクションを売りとする。着心地よく自分らしいスタイルを好む、若々しくセクシーでダイナミックな女性の為のファッションを射程に、コレクションはオン・オフ問わず、それぞれのシーンにあったコーディネイトを想定している。

## 日本法人
株式会社エスカーダ・ジャパンは、日本においてエスカーダとエスカーダ スポートのファッション、アクセサリーを取り扱っていた企業。
1981年11月にエスカーダ・ジャパン（旧社）が設立されたが、旧社は後に清算された。1994年11月にエスカーダ・ジャパン（新社）が設立。日本国内では、百貨店や専門店を中心に全国の大都市に店舗を展開し、一部アウトレット店の運営も行っていた。
しかし、新型コロナウイルスによりサプライチェーンが停滞したために、商品納入に支障をきたす事態が発生したと同時に在庫も不足する事態に陥った。
エスカーダ・ジャパンはドイツ法人の経営破綻後も経営を続けてきたが、他の海外法人が撤退を行う中、エスカーダ・ジャパンも事業継続を断念。エスカーダ・ジャパンは2022年7月28日に東京地方裁判所へ破産を申請。翌7月29日に破産手続開始決定を受けた。負債総額は約4億2000万円。店舗は破産手続開始当日に全店舗が閉店した。

## 出店していた日本国内の店舗
- 六本木ヒルズ店
- 帝国ホテルプラザ店
- 小田急新宿店
- 松屋銀座店
- 日本橋高島屋店
- 日本橋三越本店
- 日本橋三越本店(スポート)
- 渋谷東急本店
- 新宿タカシマヤ店
- 高島屋横浜店
- 名鉄店
- 名古屋松坂屋店
- 名古屋三越栄店
- 大丸京都店
- ジェイアール京都伊勢丹店
- 大阪高島屋店
- あべのハルカス近鉄店
- 阪急うめだ本店
- 福屋八丁堀本店
- 福屋八丁堀本店(スポート)
- 岩田屋本店
- 御殿場プレミアム・アウトレット
- 札幌丸井今井(スポート)